# Дин Сюэдун
Дин Сюэдун (кит. 丁学东, род. февраль 1960, Чанчжоу, Цзянсу) — китайский государственный и политический деятель, Первый заместитель начальника Секретариата (Канцелярии) Госсовета КНР с 28 мая 2018 года.
Ранее председатель совета директоров China International Capital Corporation и почти одновременно председатель совета директоров и генеральный директор China Investment Corporation (2014—2017).
Член Центрального комитета Компартии Китая 19 и 20-го созывов.

## Биография
Родился в феврале 1960 года в Чанчжоу, провинция Цзянсу.
С сентября 1978 по июль 1980 года учился на математическом факультете Аньхойского педагогического университета. С 1982 по 1985 гг. обучался на факультете промышленной экономики Хубэйского финансово-экономического университета (ныне Чжуннаньский университет экономики и права).
С 1985 по 2000 гг. на разных постах в министерствах Центрального народного правительства. В 2000 года занял должность первого заместителя директора департамента сельского хозяйства Министерства финансов КНР. В 2005 году — директор департамент образования, науки и культуры Минфина КНР, с ноября 2006 года — помощник министра. В марте 2008 года назначен заместителем министра финансов КНР.
С 2010 года — заместитель начальника Секретариата Госсовета КНР.
В июле 2013 года занял посты председателя совета директоров и генерального директора государственного фонда China Investment Corporation. В октябре 2014 года одновременно вступил в должность председателя совета директоров финансовой корпорации China International Capital Corporation Limited.
С марта 2017 года снова в Госсовете КНР, заместитель начальника Секретариата в ранге министра, в мае следующего года — первый заместитель начальника Секретариата (Канцелярии) Госсовета КНР. Возглавляет группу Секретариата по обеспечению деятельности первого вице-премьера Хань Чжэна.